# Грозовой перевал (фильм, 1985)
«Грозово́й перева́л» (фр. Hurlevent) — фильм французского режиссёра Жака Риветта поставленный по первым главам романа Эмили Бронте «Грозовой перевал», вышел на экраны в 1985 г. Действие разворачивается в 30-е гг. XX столетия на юге Франции. Съёмки проходили в условиях урезанного финансирования, а выйдя на экраны фильм не имел успеха.

## Сюжет
Южная Франция начала 1930-х гг. После смерти главы дома, старший сын, а ныне хозяин дома, Гийом, жестоко обращается с приёмным братом, что настраивает против него сестру Катрин. Хотя девушка и ответила на любовь Рока, она соглашается сочетаться браком с Оливье, сыном богатого соседа. Оскорблённый юноша сбегает из уже презренного дома, чтобы вернуться несколькими годами позже, воодушевлённый тёмным желанием мести.

## Актёрский состав
| В ролях             |  | Персонаж |
| ------------------- |  | -------- |
| Люка Бельво         |  | Рок      |
| Фабьенн Бабе        |  | Катрин   |
| Оливье Крувелье     |  | Гийом    |
| Алис де Poncheville |  | Изабель  |
| Оливье Торрес       |  | Оливье   |
| Сандра Монтегю      |  | Элен     |
| Филипп Морье-Жену   |  | Жозеф    |